# Région de Conakry
La région de Conakry est une subdivision administrative de la Guinée, également appelée gouvernorat de Conakry.

## Communes

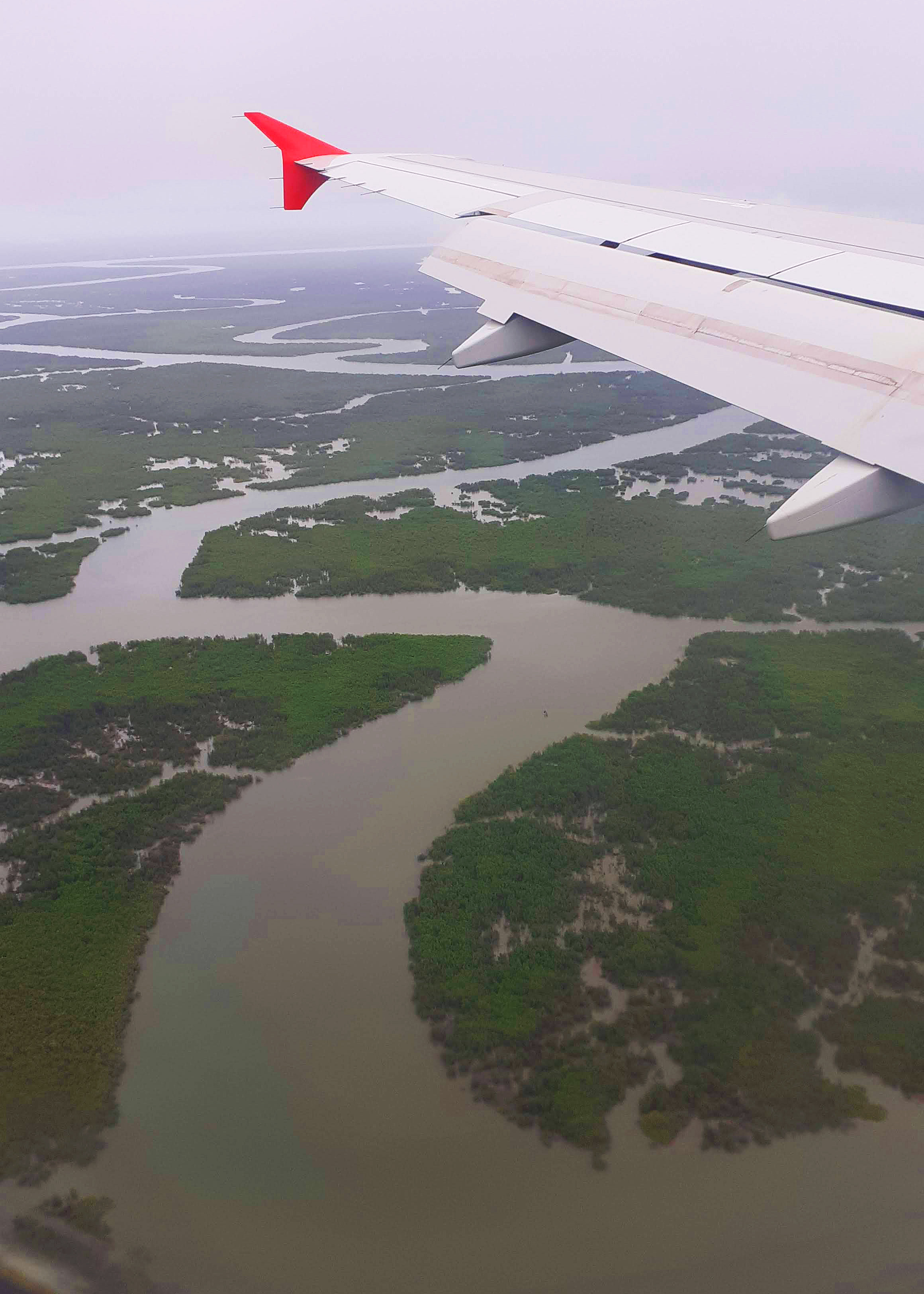
Paysage à l'approche de l'aéroport international de Conakry.

Conakry est divisé en treize (13) communes : Kaloum, Matoto, Gbéssia, Tombolia, Ratoma, Sonfonia, Lambanyi, Dixinn, Matam, Kagbelen, Sanoyah, Manéah et Kassa,

## Administration
La région est placée sous l'autorité du gouverneur de Conakry. En 2007, il s'agissait du commandant Sékou Resco Camara. De 2016 au 10 septembre 2021, le gouverneur est le général Mathurin Bangoura et depuis il a été remplacé par la général de brigade à la retraite M'Mahawa Sylla.
Sur le plan administratif, c'est une zone spéciale ; ses limites coïncident avec celles de la préfecture et celles de la ville de Conakry, capitale du pays, dont la zone urbaine concentre près du quart de la population totale du pays.